# Swiftair
Swiftair ist eine spanische Fluggesellschaft mit Sitz in Madrid und Basis auf dem Flughafen Madrid-Barajas.

## Geschichte

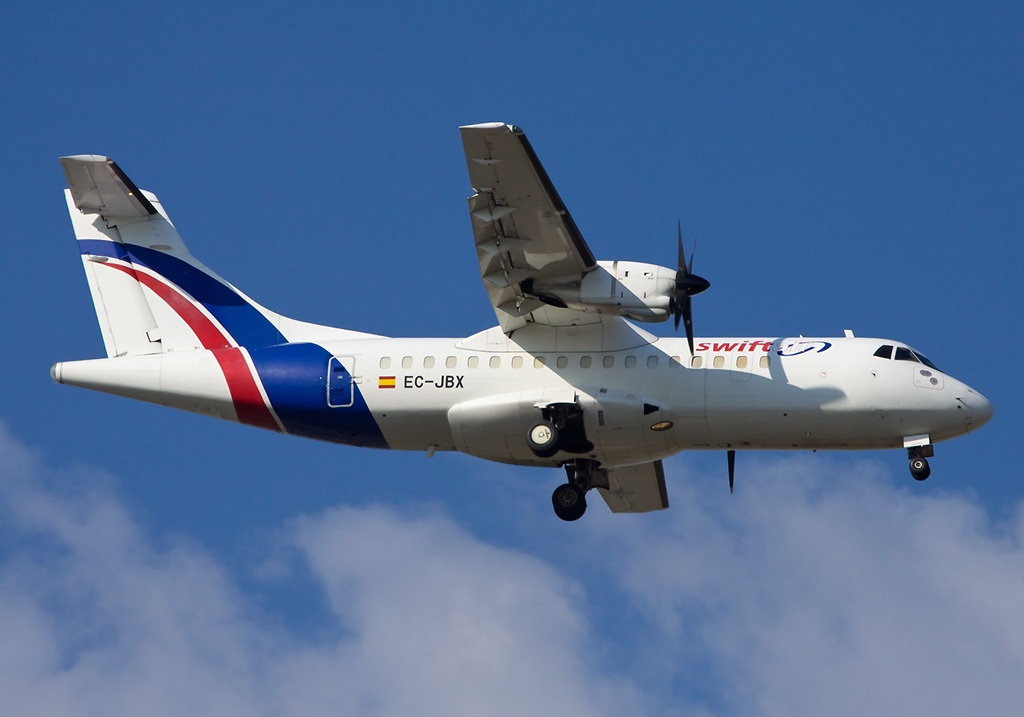
Eine ATR 42-300 der Swiftair

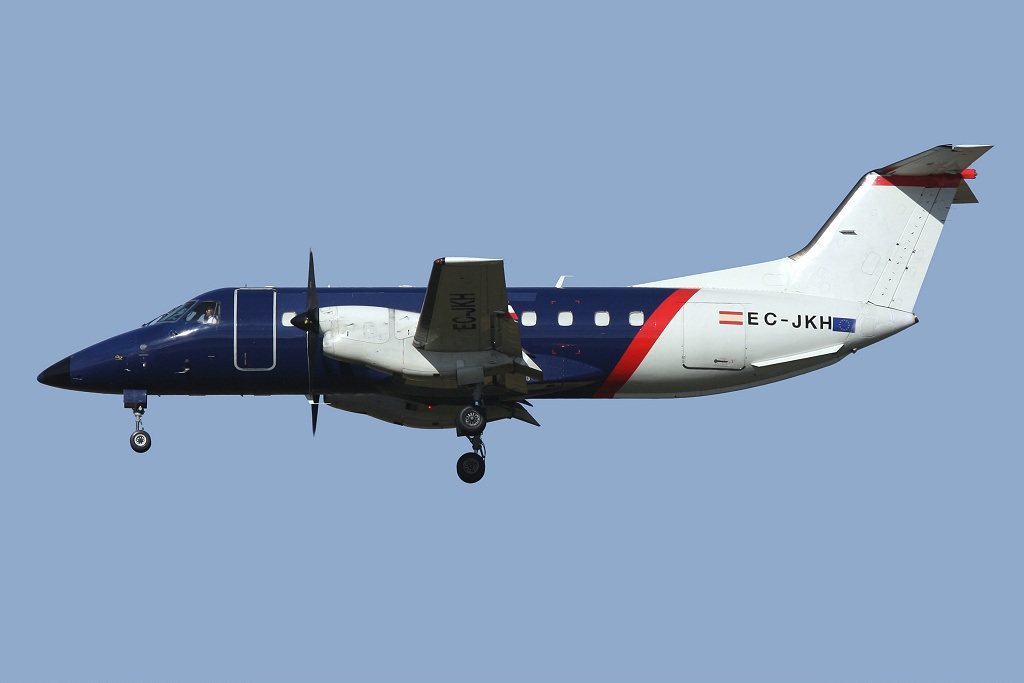
Eine Embraer EMB 120 der Swiftair

Swiftair wurde im Jahr 1986 gegründet.

## Flugziele
Die Gesellschaft transportiert Passagiere und Fracht sowohl auf Linien- als auch auf Charterflügen. Sie bedient derzeit Ziele in Europa, Nordafrika und dem Mittleren Osten. Ein Teil der Flotte wird auch regelmäßig im Auftrag anderer Gesellschaften eingesetzt.

## Flotte

### Aktuelle Flotte
Mit Stand April 2025 besteht die Flotte der Swiftair aus 42 Flugzeugen mit einem Durchschnittsalter von 25,4 Jahren:
| Flugzeugtyp       | Anzahl | bestellt | Anmerkungen                                                 | Sitzplätze | Durchschnittsalter |
| ----------------- | ------ | -------- | ----------------------------------------------------------- | ---------- | ------------------ |
| ATR 42-300F       | 04     |          |                                                             | -          | 33,8 Jahre         |
| ATR 72-200F       | 06     |          | eine inaktiv                                                | -          | 21,7 Jahre         |
| ATR 72-500        | 03     |          | betrieben für Uep! Fly                                      | 68         | 21,7 Jahre         |
| ATR 72-500F       | 05     |          | eine inaktiv                                                | -          | 21,7 Jahre         |
| ATR 72-600F       | 04     |          | betrieben für FedEx Feeder                                  | -          | 21,7 Jahre         |
| Airbus A321P2F    | 02     |          |                                                             | -          | 15,8 Jahre         |
| Boeing 737-400SF  | 06     |          | eine inaktiv; drei betrieben für DHL Aviation               | -          | 33,2 Jahre         |
| Boeing 737-800BCF | 09     | 3        | mit Winglets ausgestattet; sechs betrieben für DHL Aviation | -          | 23,2 Jahre         |
| Boeing 757-200PF  | 03     |          | zwei mit Winglets ausgestattet                              | -          | 33,8 Jahre         |
| Gesamt            | 42     | 3        |                                                             |            | 25,4 Jahre         |

### Ehemalige Flugzeugtypen

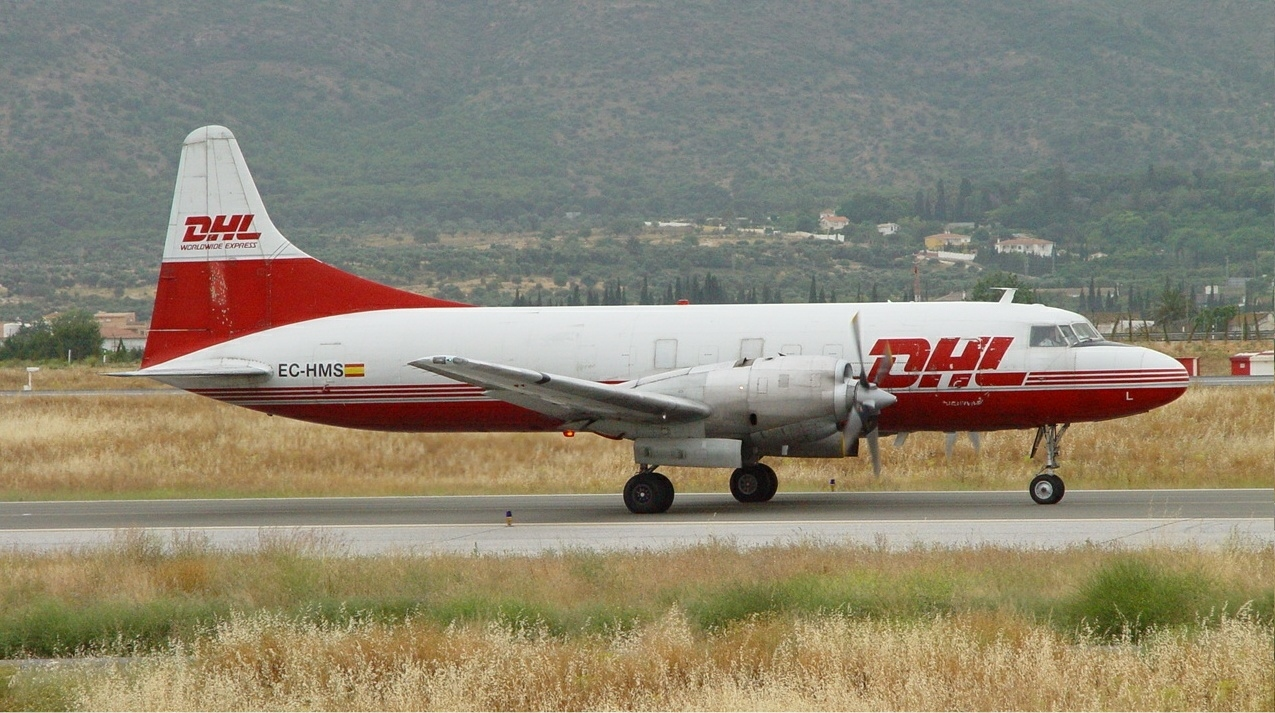
Eine Convair CV-580 der Swiftair, 2002

In der Vergangenheit betrieb die Gesellschaft auch noch Flugzeuge der Typen:
- Airbus A300
- Boeing 727-200
- Boeing 737-300
- Cessna 208
- Convair CV-580
- Embraer EMB 120
- Fairchild Swearingen Metro
- McDonnell Douglas DC-9-82/MD-82
- McDonnell Douglas DC-9-83/MD-83
- McDonnell Douglas DC-9-87/MD-87

## Swiftair Hellas
SwiftAir Hellas S.A. ist eine griechische Fluggesellschaft mit Sitz in Markopoulo Mesogeas sowie einer Basis auf dem Flughafen Athen-Eleftherios Venizelos und seit 2002 Teil der Swiftair-Unternehmensgruppe.

### Flotte
Mit Stand November 2024 besteht die Flotte der SwiftAir Hellas aus fünf Flugzeugen mit einem Durchschnittsalter von 37,2 Jahren:
| Flugzeugtyp              | Anzahl          | bestellt        | Anmerkungen     |  |
| Frachtflugzeuge          | Frachtflugzeuge | Frachtflugzeuge | Frachtflugzeuge |  |
| ------------------------ | --------------- | --------------- | --------------- |  |
| Embraer EMB 120 Brasilia | 5               |                 |                 |  |
| Gesamt                   | 5               |                 |                 |  |

## Zwischenfälle
Swiftair verzeichnete in ihrer Geschichte mehrere Zwischenfälle, davon drei mit Todesopfern. Beispiele:
- Am 19. Mai 1995 vergaß die Besatzung einer Convair CV-580 der Swiftair (Luftfahrzeugkennzeichen EC-899), vor der Landung auf dem Flughafen Vitoria (Spanien) das Fahrwerk auszufahren. Demzufolge kam es auf dem Trainingsflug zu einer Bauchlandung. Das Flugzeug wurde irreparabel beschädigt. Alle vier Besatzungsmitglieder, die einzigen Insassen, überlebten den Unfall. Die Maschine war 1956 als OO-SCM an Sabena ausgeliefert worden.[7]

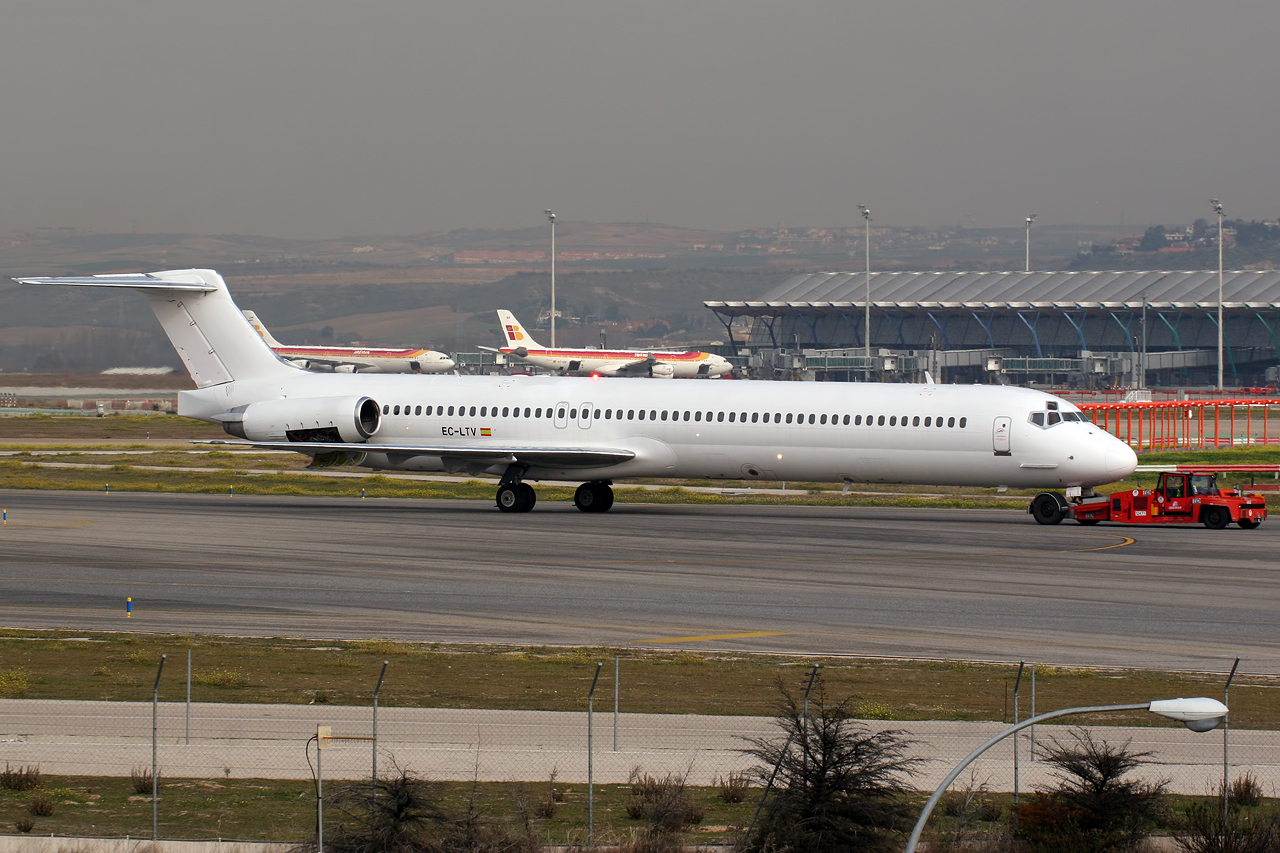
Die 2014 in Mali verunglückte McDonnell Douglas DC-9-83/MD-83

- Am 28. Juli 1998 verunglückte ein Frachtflugzeug des Typs Fairchild Swearingen Metro III (EC-FXD) mit zwei Besatzungsmitgliedern auf einem Übungsflug im Anflug auf den Flughafen Barcelona-El Prat. Die beiden Besatzungsmitglieder kamen dabei ums Leben (siehe auch Swiftair-Flug 704).[8]

- Am 24. Juli 2014 verlor Swiftair über Mali etwa 50 Minuten nach dem Start den Kontakt zu einer ihrer Maschinen auf dem Weg von Ouagadougou nach Algier. An Bord der McDonnell Douglas DC-9-83/MD-83 mit dem Luftfahrzeugkennzeichen EC-LTV, die im Auftrag der algerischen Air Algérie betrieben worden war, befanden sich 110 Fluggäste und sechs Besatzungsmitglieder, darunter viele Franzosen.[9][10] Wenig später wurde das Wrack der abgestürzten Maschine in Mali gefunden (siehe auch Air-Algérie-Flug 5017).[11]

- Am 24. September 2022 rutschte eine Boeing 737-400 (EC-NLS) während der Landung auf dem französischen Flughafen Montpellier über das Landebahnende hinaus in einen angrenzenden See. Alle drei Besatzungsmitglieder überlebten. Die Maschine wurde erheblich beschädigt und wurde abgeschrieben.[12]

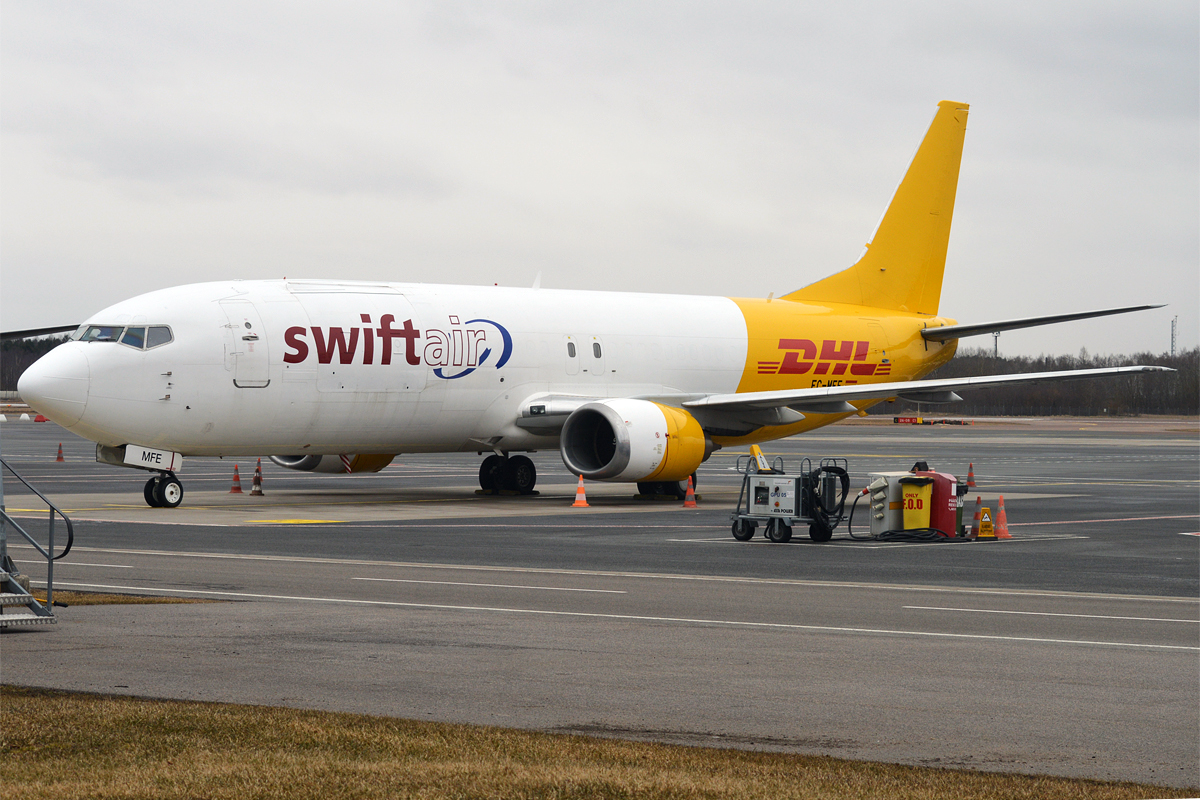
Die 2024 verunglückte Maschine (2017)

- Am 25. November 2024 verunglückte ein durch Swiftair betriebenes DHL-Frachtflugzeug des Typs Boeing 737-400 mit dem Luftfahrzeugkennzeichen EC-MFE auf dem Weg von Leipzig zum Flughafen Vilnius (VNO) im Landeanflug. Die Maschine schlug 1,6 Kilometer vor der Landebahn an einem Wohngebiet auf. An Bord befanden sich vier Besatzungsmitglieder (zwei spanische Piloten, ein Deutscher sowie ein Litauer), die durch die Rettungskräfte geborgen wurden. Der 62-jährige spanische Pilot starb noch am Unfallort. Beim Absturz gerieten das Flugzeug sowie ein Wohnhaus in Brand (siehe auch DHL-Flug 18D).[13][14][15]